# Moacir Torres Duarte
Moacir Torres Duarte (Natal, 29 de outubro de 1924 - Natal, 15 de agosto de 1997). Foi agropecuarista, advogado, Procurador de Estado, professor de Ciências Políticas da UFRN e político brasileiro com atuação no Rio Grande do Norte. Eleito deputado estadual em 1947, 1950, 1954, 1958, 1962, 1966 e 1970. Foi presidente da Assembleia Legislativa no período de março de 1971 a março de 1973 e, depois, Secretário de Estado (Casa Civil e Agricultura) no governo Tarcísio Maia. Em 1978, foi eleito como primeiro suplente de senador pela ARENA na chapa de seu sogro Dinarte Mariz, a quem sucedeu após sua morte em setembro de 1984. Foi filiado ao PDS. 
É sua a seguinte citação, extraída de seu discurso de instalação do Congresso Brasileiro de Assembleias Legislativas (15 a 22 de setembro de 1963):
“Quem dentre nós poderá antever os ignotos rumos a que vai sendo arrastado o Brasil, sem bússola nem leme, navegando na crista alta das ondas bárbaras levantadas pelos movimentos de rotação da demagogia...?”